# Ježov (Hodoníni járás)
Ježov település Csehországban, Hodoníni járásban. Ježov Skalka, Osvětimany, Hýsly, Žeravice, Vracov és Žádovice településekkel határos. Lakosainak száma 717 fő (2024. január 1.).

## Népesség
A település lakosságának változását az alábbi diagram mutatja:
| Lakosok száma | 695  | 778  | 861  | 781  | 834  | 718  | 712  | 713  | 707  | 717  |
|               | 1869 | 1890 | 1921 | 1950 | 1980 | 2001 | 2017 | 2019 | 2022 | 2024 |